# Eckdame
Die Eckdame (englisch: Loosing Checkers, Loosing Draughts) ist eine Variante des klassischen Damespiels, bei der das Spielfeld so gedreht wird, dass die Spieler je ein Eckfeld vor sich haben. Die Spieler versuchen, mit ihren Steinen die jeweiligen Startfelder des Gegners zu erreichen, wodurch das Spiel teilweise dem Halma entspricht. Geschlagen wird in diesem Spiel nicht.

## Spielweise
|   | a | b | c | d | e | f | g | h |   |
| 8 |   |   |   |   |   |   |   |   | 8 |
| 7 |   |   |   |   |   |   |   |   | 7 |
| 6 |   |   |   |   |   |   |   |   | 6 |
| 5 |   |   |   |   |   |   |   |   | 5 |
| 4 |   |   |   |   |   |   |   |   | 4 |
| 3 |   |   |   |   |   |   |   |   | 3 |
| 2 |   |   |   |   |   |   |   |   | 2 |
| 1 |   |   |   |   |   |   |   |   | 1 |
|   | a | b | c | d | e | f | g | h |   |

Wie beim Dame- und Halmaspiel handelt es sich bei der Eckdame um ein Brettspiel für zwei Spieler, anders als bei diesem sitzen sich die Spieler am Spielbrett allerdings so gegenüber, dass jeder Spieler ein schwarzes Eckfeld vor sich hat. Dabei spielt ein Spieler die weißen und der andere die schwarzen Spielsteine und die beiden Spieler machen abwechselnd jeweils einen Zug. In der Startaufstellung werden die jeweils 9 Spielsteine auf den Schwarzen Feldern der jeweils ersten bis dritten Reihe beider Spielbrettseiten so aufgebaut, dass sie ein Dreieck bilden.
Die Farben werden ausgelost oder gewählt, der schwarze Spieler beginnt das Spiel. Beide Spieler ziehen nun abwechselnd jeweils einen Stein, wobei die Steine nur diagonal vorwärts und seitwärts auf den schwarzen Feldern bewegt werden dürfen. Gegnerische Steine dürfen übersprungen werden, wenn der eigene Spielstein über ihn auf ein dahinter liegendes freies Feld springen kann. Steht der Stein dann erneut vor einem gegnerischen Stein, den er überspringen kann, kann der Zug fortgesetzt werden. Dabei herrscht kein Sprungzwang, ein Stein muss also nicht übersprungen werden. Alle übersprungenen Steine bleiben auf dem Spielfeld. Im Gegensatz zum Halma dürfen eigene Steine nicht übersprungen werden.
Gelingt es einem Spieler, alle seine eigenen Steine auf den Startfeldern des Gegners zu platzieren, hat er das Spiel gewonnen.

## Belege
1. ↑  Eckdame auf wissen.de, abgerufen am 2. Februar 2020.
2. 1 2 3  Eckdame, Regelwerk auf Blog „Spielewelt“, abgerufen am 2. Februar 2020.
3. 1 2 3  Eckdame, Regeln aus einer Ravensburger-Ausgabe.
4. 1 2 3  Eckdame, Regeln aus einer Philos-Ausgabe, S. 21.